# بيل كلارك (لاعب كرة قدم)
بيل كلارك (بالإنجليزية: Bill Clarke)‏ (1 يناير 1916 بليستر في المملكة المتحدة - 1 يونيو 1986 بليستر في المملكة المتحدة) هو لاعب كرة قدم بريطاني (وحمل سابقاً جنسية المملكة المتحدة لبريطانيا العظمى وأيرلندا) في مركز جناح. لعب مع ليستر سيتي ونادي إكزتر سيتي ونادي ساوثهامبتون ونادي تشيلتنهام تاون لكرة القدم.